# Ctenomys minutus
Ctenomys minutus és una espècie de mamífer rosegador histricomorf de la família. Viu a Bolívia (departament de Santa Cruz) i el Brasil (Santa Catarina, Mato Grosso i Rio Grande do Sul).